# Theo Adam

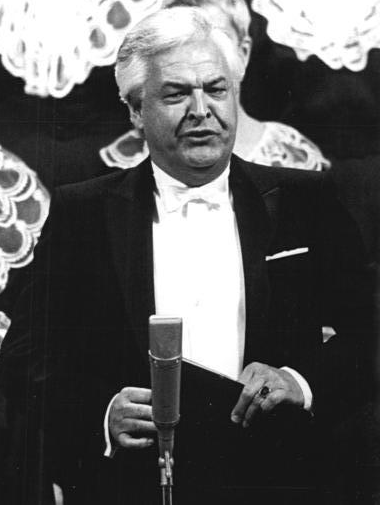
Theo Adam, 1987

Theo Siegfried Adam (* 1. August 1926 in Dresden; † 10. Januar 2019 ebenda) war ein deutscher Opernsänger (Bassbariton) und -regisseur. Zudem war er bayerischer und österreichischer Kammersänger, Mitglied mehrerer Staatsopern und gab Gastspiele auf zahlreichen Bühnen im In- und Ausland.

## Leben
Theo Adam, Sohn von Lisbeth Adam, geborene Dernstorf, und des Dekorationsmalers Johannes Adam, war evangelisch, von 1937 bis 1944 Mitglied des Dresdner Kreuzchores und erhielt dort seine erste musikalische Ausbildung. Nach dem Abitur an einem Humanistischen Gymnasium wurde er Soldat der Wehrmacht und geriet in Kriegsgefangenschaft. Von 1946 bis 1949 war er Neulehrer in Dresden, nahm privaten Gesangsunterricht (Oper, Konzert, Lied, Oratorium) bei Rudolf Dittrich und erhielt 1949 ein Engagement an der Staatsoper Dresden. Er debütierte als einer der Jesuiten in Modest Mussorgskis Boris Godunow. Noch im gleichen Jahr gab er den Eremiten in Carl Maria von Webers Oper Der Freischütz. Bereits 1952 sang er erstmals bei den Bayreuther Festspielen. Bis 1980 gastierte er regelmäßig in Bayreuth und sang alle Wagner-Partien seines Fachs.

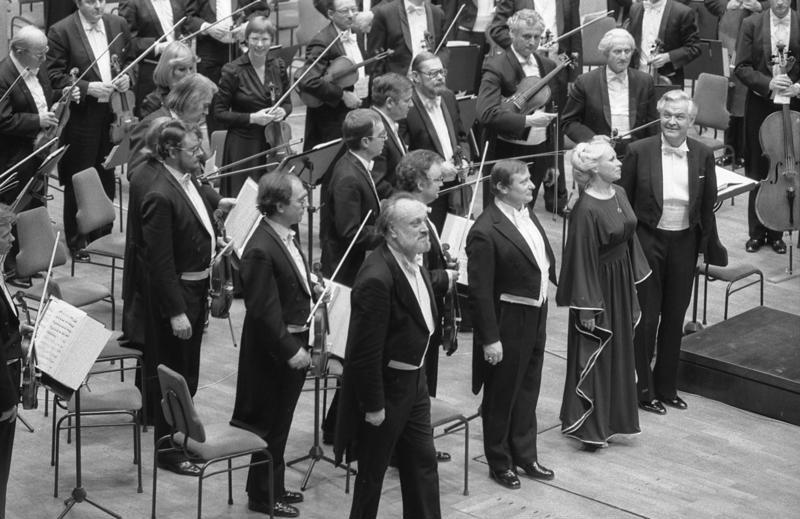
Gewandhauskapellmeister Kurt Masur (vorn) und die rechts neben ihm stehenden Solisten Klaus König, Eva-Maria Bundschuh und Theo Adam (von links nach rechts) im Rahmen der Eröffnung der „Richard-Wagner-Tage der DDR“ 1983 im Neuen Gewandhaus Leipzig

1953 wurde Adam Ensemble-Mitglied der Berliner Staatsoper. Seit 1954 hatte er ständige Gastverträge an der Städtischen Oper Frankfurt am Main, der Wiener Staatsoper und der Londoner Covent Garden Opera, wo er 1967 erstmals den Wotan in Wagners Ring des Nibelungen sang. 1955 wurde er zum Kammersänger ernannt. Im Februar 1969 debütierte er mit der Partie des Hans Sachs in  Die Meistersinger von Nürnberg an der Metropolitan Opera New York. 1969 sang er erstmals Ochs auf Lerchenau in Richard Strauss’ Rosenkavalier. Von 1981 bis 1999 wirkte er bei den Salzburger Festspielen. Der Bassbariton erreichte Weltgeltung vor allem mit Opern-Partien von Wagner und Strauss, als Interpret von Liedern von Brahms, Schubert, Richard Strauss und Wolf sowie als Oratoriensänger. Weit über 100 Partien hat Adam im Laufe seiner Karriere erarbeitet. Insbesondere seine Interpretation des Wotan im Ring des Nibelungen, den er unter anderem von 1963 bis 1975 bei den Bayreuther Festspielen sang, hat Maßstäbe gesetzt.
Neben der Erarbeitung klassischer Partien seines Fachs engagierte er sich auch für die Moderne: er sang u. a. Wozzeck in der gleichnamigen Oper von Alban Berg, Doktor Schön und Schigolch in Bergs Lulu, Cadmos in Hans Werner Henzes Bassariden sowie die Titelrollen in Paul Dessaus Einstein und Ernst Kreneks Karl V. 1981 gestaltete er die Titelpartie in der Uraufführung von Friedrich Cerhas Baal mit den Wiener Philharmonikern unter Christoph von Dohnányi. In konzertanten Aufführungen sang Theo Adam u. a. in Penthesilea von Othmar Schoeck (1982), Dantons Tod von Gottfried von Einem (1983) und in Die Gezeichneten von Franz Schreker (1984).
Seit 1972 trat Theo Adam auch als Opernregisseur in Erscheinung. Er inszenierte an der Berliner Staatsoper Unter den Linden, an der Staatsoper München und an der Dresdner Semperoper Werke von Wagner, Mozart, Tschaikowski und Strauss. Ab 1977 hatte Adam eine eigene Sendung im Fernsehen der DDR: Theo Adam lädt ein. Am 13. Februar 1985 wirkte er in der Eröffnungsvorstellung der wiedererbauten Dresdner Semper-Oper als Eremit im Freischütz und in der folgenden Rosenkavalier-Aufführung als Ochs mit.
Theo Adam erhielt für sein Schaffen zahlreiche Auszeichnungen und Würdigungen. 1976 wurde er mit dem Händelpreis des Bezirkes Halle geehrt. 1977 wurde ihm die Große Goldmedaille des Cercle National Richard Wagner verliehen. Von 1978 bis 1991 war er Mitglied der Akademie der Künste der Deutschen Demokratischen Republik (ab 1990 Akademie der Künste zu Berlin). 1979 wurde er Honorarprofessor an der Hochschule für Musik Carl Maria von Weber Dresden.
Adam gehörte ab 1982 dem Musikrat der DDR an und war 1985 zudem Präsident des Kuratoriums der Staatsoper Dresden. Für sein Wirken wurde er mit dem Nationalpreis der DDR I. Klasse (1969), mit der Johannes-R.-Becher-Medaille (1979), mit dem Vaterländischen Verdienstorden in Gold (1984) ausgezeichnet. Den anlässlich seines 40-jährigen Bühnenjubiläums am 7. Oktober 1989 verliehenen Großen Stern der Völkerfreundschaft gab er im Dezember 1989 mit der Begründung zurück, „die Empörung über die jetzt bekannt werdenden Machenschaften einer korrupten Staatsführung“ veranlasse ihn zu diesem Schritt. 1990 wurde Adam Ehrenmitglied des Deutschen Musikrates und 1994 Ehrenmitglied der Semperoper in Dresden. 1995 erhielt er das Bundesverdienstkreuz. Im Jahre 2000 wurde er auf Vorschlag von Hans Pischner als Ehrenmitglied der Internationalen Gesellschaft zur Förderung junger Bühnenkünstler „BühnenReif“ (ISSA) in Berlin, der heutigen „Europäischen Kulturwerkstatt“ (EKW), berufen.
Am 30. November 2006 nahm Theo Adam mit der Partie des Eremiten in Webers Freischütz – derselben, mit der er 1949 an diesem Haus debütiert hatte – in der Semperoper Abschied von seiner Sängerkarriere.
Zu seinem 90. Geburtstag im August 2016 erschien eine CD-Edition mit Aufnahmen Theo Adams. Auf drei CDs interpretiert er Werke von Johann Sebastian Bach, Wolfgang Amadeus Mozart, Richard Strauss und Richard Wagner.
Theo Adam lebte in Dresden-Loschwitz, war seit 1949 mit Eleonore Adam, geborene Matthes, verheiratet und hatte drei Kinder (die Zwillinge Regine und Matthias sowie einen weiteren Sohn). Er starb nach langer Krankheit im Alter von 92 Jahren in einem Pflegeheim in seiner Heimatstadt Dresden und wurde auf dem Loschwitzer Friedhof beigesetzt.

## Opernpartien (Auswahl)
- 1954: Richard Wagner: Lohengrin (König Heinrich), Regie: Wolfgang Wagner; Bayreuther Festspiele
- 1954: Richard Wagner: Parsifal (Titurel), Regie: Wieland Wagner; Bayreuther Festspiele
- 1955: Pjotr Iljitsch Tschaikowski: Eugen Onegin (Fürst Gremin) – Regie: Erich-Alexander Winds; Deutsche Staatsoper Berlin
- 1956: Richard Wagner: Tristan und Isolde (König Marke) – Regie: Erich Witte; Deutsche Staatsoper Berlin
- 1956: Giuseppe Verdi: Aida (Oberpriester) – Regie: Erich-Alexander Winds; Deutsche Staatsoper Berlin
- 1957: Richard Wagner: Das Rheingold (Fasolt) – Regie: Erich Witte; Deutsche Staatsoper Berlin
- 1958: Modest Mussorgski: Chowanschtschina – Regie: Hinko Leskovsek; Deutsche Staatsoper Berlin
- 1959: Wolfgang Amadeus Mozart: Figaros Hochzeit (Figaro) – Regie: Erich Alexander Winds; Deutsche Staatsoper  Berlin
- 1959: Carl Maria von Weber: Der Freischütz (Eremit) – Regie: Werner Kelch; Deutsche Staatsoper Berlin
- 1960: Giuseppe Verdi: Don Carlos (Philipp II.) – Regie: Erich-Alexander Winds; Deutsche Staatsoper Berlin
- 1965: Wolfgang Amadeus Mozart: Così fan tutte (Italienische Fassung – Don Alfonso) – Regie: Erich-Alexander Winds; Deutsche Staatsoper Berlin
- 1967: Richard Strauss: Elektra (Orest) – Regie: Ruth Berghaus; Deutsche Staatsoper Berlin
- 1967: Richard Wagner: Der fliegende Holländer (Titelrolle) – Regie und Ausstattung: Wieland Wagner, Dirigent: Heinrich Hollreiser; Wiener Staatsoper
- 1968: Richard Wagner: Die Meistersinger von Nürnberg (Hans Sachs), Regie: Wolfgang Wagner; Bayreuther Festspiele
- 1970: Carl Maria von Weber: Der Freischütz (Eremit) – Regie: Ruth Berghaus; Deutsche Staatsoper Berlin
- 1972: Wolfgang Amadeus Mozart: Don Giovanni (Titelrolle) – Inszenierung, Bühnenbild und Kostüme: Franco Zeffirelli, Dirigent: Josef Krips; Wiener Staatsoper
- 1976: Richard Wagner: Parsifal (Gurnemanz) – Regie: Wolfgang Wagner; Bayreuther Festspiele
- 1981: Friedrich Cerha: Baal (Baal) – Regie: Otto Schenk, Ausstattung: Rolf Langenfass, Dirigent: Christoph von Dohnányi; Wiener Staatsoper
- 1982: Richard Wagner: Tannhäuser (Hermann) – Regie: Otto Schenk, Bühnenbild: Günther Schneider-Siemssen, Dirigent: Lorin Maazel; Wiener Staatsoper
- 1983: Alban Berg: Oper (Dr. Schön und Jack the Ripper) – Regie: Wolfgang Weber, Dirigent: Lorin Maazel; Wiener Staatsoper
- 1984: Luciano Berio: Un re in ascolto (Prospero), Uraufführung – Regie: Götz Friedrich; Salzburger Festspiele
- 1987: Arnold Schönberg: Moses und Aron (Moses) – Regie: Jean-Pierre Ponnelle; Salzburger Festspiele
- 1990: Richard Strauss: Capriccio (La Roche) – Regie: Johannes Schaaf; Salzburger Festspiele

## Diskografie (Auswahl)
- Eugen d’Albert: Tiefland, Dirigent: Paul Schmitz, Berlin Classics 2005
- Johann Sebastian Bach: Matthäus-Passion, Dirigent: Rudolf Mauersberger, Berlin Classics (Edel) 2005
- Johann Sebastian Bach: Weihnachtsoratorium, Dirigent: Martin Flämig, Berlin Classics / Eterna 1992
- Ludwig van Beethoven: Fidelio. Theo Adam erzählt die Handlung der Oper, mit vielen Musikbeispielen. Max Hieber (Bogner Records) 2004
- Ludwig van Beethoven: Fidelio, Dirigent: Kurt Masur, Rca Class (Sony Music Austria) 1995
- Ludwig van Beethoven: Sinfonie Nr. 9, Dirigent: Kurt Masur, Studios Berlin-Brio Verlag (Medienvertrieb Heinzelmann) 2010
- Alban Berg: Wozzeck, Dirigent: Herbert Kegel, Berlin Classics 1994
- verschiedene Komponisten: Jubilate, mit Rudolf Dunckel, Klavier. Ars Vivendi (Videoland-Videokassetten) 2012
- Alban Berg: Lulu, Dirigent: Stefan Anton Reck, Ariola Arte Nova Classics (Sony Music) 2001
- Johannes Brahms: Vier ernste Gesänge, Lieder, mit Rudolf Dunckel, Klavier. EMI (Edel) 2002
- Friedrich Cerha: Baal-Gesänge, Requiem für Rikke. Orf 2006
- Carl Loewe: Balladen, Franz Schubert: Schwanengesang, mit Rudolf Dunckel, Klavier. Berlin Classics (Edel) 1994
- Felix Mendelssohn Bartholdy: Elias, Dirigent: Wolfgang Sawallisch, Philips (Universal Music) 1993,
- Wolfgang Amadeus Mozart: Die Zauberflöte, Eurodisc (Sony Music) 2012
- Wolfgang Amadeus Mozart: La clemenza di Tito, Dirigent: Karl Böhm, Deutsche Grammophon Production (Universal Music) 2002
- Richard Strauss: Lieder, mit Norman Shetler, Klavier. Berlin Classics (Edel) 2003
- Richard Strauss: Der Rosenkavalier, Dirigent: Karl Böhm, CIN CIN, o. J.
- Richard Wagner: Der fliegende Holländer, Dirigent: Otto Klemperer, Warner Classics (Warner) 2016
- Richard Wagner: Die Meistersinger von Nürnberg, Dirigent: Karl Böhm, Orfeo 2008
- Richard Wagner: Die Meistersinger von Nürnberg, Dirigent: Herbert von Karajan, EMI Classics (EMI) 1999
- Richard Wagner: Der Ring des Nibelungen, Dirigent: Karl Böhm, Decca 2013
- Richard Wagner: Tristan und Isolde, Dirigent: Eugen Jochum, Andromeda, o. J.
- Richard Wagner: Tannhäuser, Dirigent: Otto Gerdes, Deutsche Grammophon 471 708-2 (Universal) 1968/69 LP, 2002 CD

## Theo-Adam-Preis
Seit dem 70. Geburtstag Theo Adams 1996 verleiht die Stiftung zur Förderung der Semperoper in Dresden in unregelmäßiger Folge an hervorragende Sänger und Sängerinnen den Theo-Adam-Preis. Damit wurden bisher unter anderen Hans-Joachim Ketelsen (1996), Helga Thiede (1999) und Johann Tilli (2002) ausgezeichnet.

## Schriften
- Seht, hier ist Tinte, Feder, Papier. Aus der Werkstatt eines Sängers. Henschelverlag, Berlin 1980.
- Die hundertste Rolle oder: Ich mache einen neuen Adam. Henschelverlag, Berlin 1986, ISBN 3-362-00009-6.
- Ein Sängerleben in Begegnungen und Verwandlungen. Henschelverlag, Berlin 1996, ISBN 3-89487-250-0.
- „Sprüche in der Oper“. Erlebt und gesammelt während 50 Sängerjahren in aller Welt. Parthas Verlag, Berlin 1999, ISBN 3-932529-66-9.
- Vom Sachs zum Ochs. Meine Festspieljahre. Parthas Verlag, Berlin 2001, ISBN 3-932529-34-0.